# Hammasa Kohistani
Hammasa Kohistani (Dari : حماسه کوهستانی, née le 19 décembre 1987) est un mannequin britannique d'origine afghane. Elle est devenue la première candidate de beauté musulmane à être couronnée Miss Angleterre en 2005. Elle a été couronnée à l'âge de 18 ans, à l'issue d'un concours de deux jours au théâtre Olympia de Liverpool le 3 septembre 2005, et a été choisie parmi 40 candidates.

## Biographie
Kohistani est né en 1987 à Tachkent, en Ouzbékistan, lorsque ce pays faisait partie de l'URSS, de parents afghans qui s'y étaient installés comme réfugiés. Kohistani appartient au groupe ethnique afghan-tadjik. Pendant la guerre soviéto-afghane, ses parents ont fui vers ce qui était alors la RSS d'Ouzbékistan en Union soviétique. Elle et ses parents sont retournés à Kaboul, en Afghanistan, mais en 1996, ils se sont échappés de là lorsque les talibans ont pris le contrôle de la ville. Ils ont fini par gagner le Royaume-Uni et se sont installés à Southall, dans l'ouest de Londres, où son père Kushal a ouvert un restaurant de restauration rapide,.
Kohistani a étudié à Londres et a fréquenté l'école Lampton à Hounslow. Elle a également été élève au Uxbridge College.

## Carrière de mannequin
Kohistani a commencé comme mannequin adolescent et a surtout été mannequin de pied pour diverses marques de chaussures telles que Sophia Webster et Kurt Geirger.
Kohistani a remporté le concours de Miss Angleterre 2005 en tant que brune, vêtue d'une robe de bal en mousseline et soie blanche ivoire. Elle a déclaré plus tard : « Lorsqu'ils ont annoncé que j'avais gagné, j'ai cru que j'avais mal entendu. J'espérais que ce ne soit pas le cas, mais il m'a fallu une seconde pour m'en rendre compte ». Elle a également déclaré qu'elle était « heureuse d'entrer dans l'histoire », que « j'entre dans l'histoire et je suis très heureuse. J'espère que je ne serai pas la dernière » et qu'elle avait hâte de représenter l'Angleterre aux championnats de Miss Monde. Le concours Miss Angleterre comprenait une autre musulmane, Sarah Mendly, qui avait été élue Miss Nottingham. Sa participation avait suscité la controverse, car les candidates portent généralement relativement peu de vêtements, et l'Institut islamique de Liverpool lui avait demandé de se retirer du concours.
Kohistani a représenté l'Angleterre aux championnats de Miss Monde en Chine en décembre 2005, mais bien qu'étant l'une des favorites, elle n'a pas réussi à se hisser jusqu'à la demi-finale des 16.
Elle était connue sous le nom de "Miss Maya", du nom de la maison de mode asiatique qui la sponsorisait, et on lui aurait proposé un rôle dans un prochain film de Bollywood.
Kohistani a été présenté dans le magazine Teen Vogue en mai 2006.

## Vie personnelle et autres activités
Kohistani parle six langues, dont l'anglais, le russe et le persan.
Après que le Premier ministre Tony Blair se soit adressé aux membres du Parlement à l'occasion de l'anniversaire des attentats à la bombe du 7 juillet 2005 à Londres, déclarant que les musulmans devaient mettre un frein à l'extrémisme, Kohistani a critiqué le gouvernement, estimant qu'il attisait l'animosité contre les musulmans,.
L'un des portraits de Kohistani sur le site de photos d'archives Getty Images a été utilisé comme base pour le visage du personnage extraterrestre Tali'Zorah de la série de jeux vidéo Mass Effect,. La photo d'archive a ensuite été remplacée dans Mass Effect: édition légendaire par une image originale de Tali, dont le masque a été retiré.